# Stigmatogobius elegans
Stigmatogobius elegans es una especie de pez de la familia de los Gobiidae en el orden de los Perciformes.

## Morfología
- Los machos pueden llegar a alcanzar los 4,1 cm de longitud total.
- Número de  vértebras:26-27.[1][2]

## Hábitat
Es un pez de Agua dulce, de clima tropical y demersal.

## Distribución geográfica
Se encuentra en Luzón (las Filipinas ).

## Observaciones
Es inofensivo para los humanos. 